# Side Effects (livro)
Side Effects (Efeitos Secundários em Portugal e Que lucura! no Brasil) é um livro do humorista estadunidense Woody Allen publicado em 1980. 
Publicado originalmente na década de 1980, "Que Loucura!", de Woody Allen, reúne textos que misturam filosofia, psicanálise e história.

## Contos
O livro contém 17 contos:
1. Recordando Needleman
2. O Condenado, (na tradução brasileira A pele  de Sócrates), o humorista coloca-se no lugar de Sócrates nos seus últimos dias de vida[1]
3. Marcados pelo destino
4. A ameaça OVNI
5. A minha apologia
6. O estranho caso do Sr. Kugelmass (na tradução brasileira O caso Kugelmass) conto que ganhou o prêmio O. Henry de 1978), conta sobre um professor que é levado para dentro de Madame Bovary[1]
7. O meu discurso aos finalistas
8. A dieta
9. A história do lunático
10. Reminiscências: lugares e pessoas
11. Que tempos nefandos estamos a viver
12. Um passo de gigante para a humanidade
13. O homem mais superficial do mundo
14. A pergunta
15. Restaurante Fabrizio: crítica e polémica
16. Um amor retribuído
17. Confissões de um assaltante